# 아르미안의 네딸들
《아르미안의 네딸들》은 신일숙이 쓴 한국의 장편 연재 만화이다. 1986년 도서출판 프린스에서 첫 연재를 시작하여 1995년 도서출판 아트맨에서 재간, 1996년 대원씨아이에서 다시 재간, 완결하였다.

## 개요
기원전 487년을 시작으로 고대 페르시아의 속령인 갈데아(신 바빌로니아) 지역에 위치한 가상의 왕국 아르미안과 아르미안 왕가의 마지막 네 왕녀의 삶에 관한 이야기를 다루고 있다. 가상의 국가와 등장인물이 다수 등장하며 신화와 전설이 이야기의 주를 잇고 있으나 실제 역사적 인물과 에피소드 또한 다수 포진한 서사 구조를 가지고 있다.

## 줄거리 및 설정

### 줄거리
초대 여왕 마하시바야 이래로 달의 여신 실라를 국가적인 수호신으로 삼고 여성만이 왕위에 오르는 나라 아르미안의 왕가에는 마누아, 스와르다, 아스파샤, 샤르휘나 네 왕녀가 있다. 어린 시절부터 왕위 계승자로 지명받아 여왕으로 훈련받아 온 장녀 마누아는 역시 여왕이 될 운명을 타고 난 숙명적 경쟁자인 막내 샤르휘나와 갈등을 빚다 결국 경쟁에서 승리하여 왕위에 오른 뒤 샤르휘나를 축출, 추방한다. 추방당한 샤르휘나는 오직 고국으로 돌아가고 싶다는 일념 하에 아르미안의 율법상 추방자가 귀국할 수 있는 유일한 방법인 불새의 깃털을 찾아 전 세계를 떠돌며 온갖 모험을 겪게 된다.

### 설정
- 아르미안의 초대 여왕 마하시바야는 강한 여전사로 황금빛 머리카락을 가져 '황금의 여왕'이라는 별칭으로도 불리며, 신과 인간의 딸 혹은 북부의 여신으로도 알려졌다. 아르미안의 전설에 따르면 불새의 모습으로 날아와 일대의 부족을 통합한 뒤 스스로 왕이 된 마하시바야는 300여년 간 왕국을 지배한 뒤 다시 불새가 되어 날아갔다고 한다. 이후 아르미안은 달과 불새, 여왕을 신성히 여겨 여인을 국왕으로 삼는 전통을 가지게 되었으며 특히 금발의 여왕을 신성하게 여겼는데, 마하시바야 이래로 아르미안 역사상 금발의 여왕은 샤르휘나 단 한 명에 불과하였다. 이러한 아르미안 사회의 굳은 믿음은 마누아가 십여 세에 불과했던 어린 샤르휘나를 자신의 정통성을 위협하는 강력한 정치적 경쟁자로 여겨 결국 추방하는 데 일조하기도 하였다.

- 아르미안의 여왕은 레 마누라는 특별한 별칭으로 불리며, 레 마누의 후계자는 레 마누아로 불린다. 레 마누아는 여성 왕족들 중 선별을 통해 한 명이 뽑히며, 대개 레 마누의 직계 딸들인 경우가 많다. 레 마누아로 선발되면 레 마누가 될 때까지 후계자의 상징인 검은 베일을 써서 얼굴을 가린다. 이후 레 마누가 되면 수도 스마의 왕궁이자 대신전인 파일라 가드에서 무희들과 신녀들을 거느리며 살게 된다. 역대 레 마누들은 예지력, 순간이동 등 특수한 초능력을 지닌 경우가 대부분이었으며 직접적으로 정치에 참여하였다.

- 11대 레 마누의 시대 이래로 레 마누의 후계자 경쟁에서 필적하는 능력을 보이다 결국 탈락한 후보자는 '마누의 불문율'이라는 명목 하에 처단된다. 샤르휘나 역시 이 대상으로 제거 대상이었으나 어린 나이와 마누아의 일말의 동정으로 보다 가벼운 추방령을 받는 것으로 결정된다.

- 레 마누는 결혼하지 않으며, '신성한 의식'으로 불리는 요식 절차를 통해 단지 동침의 상대를 정해 아이를 낳는다. 동침의 상대는 '신성한 상대'라는 호칭으로 불리며 아르미안인에게는 최고의 영예로 받아들여지나 일인을 계속 신성한 상대로 지목하지는 못한다.

- 공식적으로 레 마누에게는 아들이 없고, 딸만 존재한다. 흔히 레 마누는 특유의 신성함으로 딸만을 낳는 것으로 대중에 홍보되었으나, 실제로는 불새와 달의 왕국이라는 아르미안만의 정체성을 유지하기 위해 레 마누가 아들을 낳으면 이를 제거하고 딸만을 인정하는 데서 비롯된 것이다. 《아르미안의 네딸들》상에서는 내시 헤게만이 기록한 6대에 걸친 레 마누들의 예언서 '헤게만의 전서'에 삽입된 마하시바야의 예언이 그러한 전통의 시초가 된 것으로 묘사된다. 아르미안은 달의 나라 레 마누는 달이니, 달은 여왕의 상징이라. 따라서 아들은 결코 달이 될 수 없으며 그들은 달의 위협자라. 아들은 태양을 끌어들이고 태양이 들어서면 달은 쇠퇴하리라.

- 레 마누가 죽으면 천아성(天鵝聲)을 울려 그 서거를 전국에 알리며, 통상 보름간의 국상 기간을 거친다. 죽은 레 마누는 신성을 상실한 것으로 받아들여지며 죽은 자에게 집착하지 않는 아르미안의 풍습상 최대한 간소한 장례를 치른 뒤 역대 레 마누의 선산인 '레다의 고향'에 묻힌다. 장례식 때에는 레 마누의 딸들을 비롯한 왕족들이 각자 말을 타고 레다의 고향까지 기마행렬을 하는 예식을 거행하며, 장례를 치른 뒤 새로운 레 마누가 대관식을 치르게 된다.

## 등장인물

### 첫째 마누아와 관련인물
- 마누아
네 왕녀 중 장녀로 38대 레 마누. 본명 자체가 후계자를 뜻하는 '마누아'이다. 수호성은 목성.

누구보다 이 나라를 사랑했지만 장로회의 야욕에 신음하며 죽은 어머니를 불쌍히 여긴 외강내유의 여인.
- 리할
마누아의 운명의 상대. 본명 리할 에스파카나 오타네스. 명문 오타네스 가문의 종손이자 후계자로 페르시아 에테에 위치한 부국(部國)이자 오타네스가의 자치령인 베네의 왕자이다. 대대로 장자는 황실의 황녀와 결혼하는 오타네스 가의 특성상 황녀 소니아의 아들이며 그 자신 또한 다리우스 황제의 딸 시메야와 약혼하였다. 그러나 마누아의 요청으로 시메야와 파혼한 뒤 마누아와 혼인한다. 이후 마누아와의 결혼을 파기하고 크세르크세스의 딸 아리에샤 황녀와 결혼하나 마누아를 잊지 못하고 번민한다. 리할은 가상 인물이나 오타네스(Otanes) 가는 실존한 가문으로, 다리우스 1세의 황위찬탈 당시 그의 곁에서 도움을 준 여섯 명문가 중 하나였다.

- 케네스
본명 케네스 테오 케시아. 마누아의 대부이자 장로회장인 구사야의 아들로 마누아의 호위무장. 탁월한 군사적 능력과 무술 실력을 갖추었으며 단순하고 직선적인 성격의 소유자로 마누아가 죽을 때까지 그녀를 연모한다.

- 리반 게뤼압
샤르휘나의 대부 이삭 대장로의 아들. 샤르휘나를 제거하기 위한 장로회의 음모에 휘말려 섣불리 마누아의 암살 음모에 관여하였다가 실패, 오히려 이삭 대장로의 처형과 가문의 멸문지화의 원인이 된다. 샤르휘나의 초능력으로 간신히 목숨을 건진 뒤 아르미안의 적국 아라비아로 넘어가 공을 세워 모압파 왕의 총신(寵臣)이 된다. 이후 마누아에 대한 깊은 증오와 복수심으로 세월을 보내다 결국 마누아의 죽음에 일조하게 된다.

- 마누엘
본명 마누엘 라드 오타네스. 마누아와 리할 사이에서 태어난 유일한 아들. 레 마누의 아들은 비밀리에 제거하는 아르미안의 율법상 태어나자마자 죽을 운명이었으나 케네스에 의해 살아난 뒤 리할의 후계자로 키워진다. 페르시아인이 아닌 생모의 신분으로 베네의 적장자임에도 정치적 입지가 취약했던 자신의 위치를 확고하게 하기 위해 아버지인 리할이 황제에게 자존심을 굽히는 것을 목격하고, 계모이자 역시 또 다른 아들을 낳은 아리에샤 황녀와도 미묘한(계모를 사랑하는?) 갈등을 겪으며 괴로워하다 19세 때 바헬라를 만나면서 오타네스가를 떠나게 된다.

- 바헬라
본명 레 피아 바헬라. '차가운 바다의 아가씨'라는 뜻으로 아스파샤와 바헬 사이에서 태어난 딸. 아스파샤가 실성한 뒤 마누아에게 입양되어 마누아의 후계자로 길러진다. 아르미안이 멸망한 뒤 아르미안 유민들과 함께 유랑예인이 되어 전 세계를 떠돌던 도중 마누엘이 19세 되던 해에 운명의 이끌림으로 베네로 흘러들어와 그와 조우한다. 첫 눈에 서로 사촌이자 같은 불새의 혈족임을 깨닫고 사랑에 빠진 뒤 마누엘과 함께 사라진다.

### 둘째 스와르다와 관련인물
- 스와르다
네 왕녀 중 차녀로 본명은 와스디 스와르다. 네 자매 중에서는 유일하게 아무런 초능력이 없는 것으로 여겨졌으나 실제로는 자신의 운명에 비극이 닥칠 때마다 이를 알게 되는 능력이 있었다. 우아함과 기품을 갖춘 세계 제일의 미녀로, 마누아의 계략에 의해 마누아와 리할의 결혼식에 참석하려고 아르미안을 방문한 크세르크세스의 앞에서 춤을 추고 강제로 하룻밤을 보낸다. 크세르크세스는 아내로 맞이할 것이 아니면 동생을 줄 수 없다는 마누아의 요구에 따라 정식으로 청혼을 하고 스와르다는 네 번째 정처이자 황후가 된다. 아르미안 측에서는 '스와르다'라는 이름으로 불리나 페르시아 측에서는 '와스디'라는 이름으로 불린다. 크세르크세스에게 특별한 총애를 받았으나 막상 본인은 여전히 리할에 대한 연모의 감정에서 헤어나오지 못해 크세르크세스의 사랑에 보답하지 못하는 것에 괴로워했으며, 이는 후일 스와르다가 크세르크세스의 분노를 산 뒤 처형당하는 원인이 되었다. 성서 《에스더서(書)》의 아하수에로스 왕의 왕비 와스디가 그 모델.

- 크세르크세스
스와르다의 운명의 상대. 페르시아 제국 아케메네스 황조의 황제 크세르크세스 1세로 실존 인물이다. 다리우스 1세와 다리우스 1세의 황비이자 키루스 2세의 딸인 아토사 사이에서 태어난 장자로 황위에 올랐다. 스와르다를 처형한 뒤 아르미안을 침공하여 결국 멸망시킨다. 이후 그리스 침공에서 크게 패한 뒤 정신적인 균형을 잃고 타락한 나날을 보내다 결국 살해당한다. 실제 역사에서는 구체적인 말년에 대한 기록이 남아 있지 않으나 《아르미안의 네딸들》에서는 기원전 465년 아르미안 유민의 손에 암살되는 것으로 묘사되었다.

- 시메야 황녀
크세르크세스의 이복 여동생이자 세 번째 황후이다. 본래 리할의 약혼녀였으나 마누아의 계략에 의해 파혼당하면서 크세르크세스와 혼인한다. 스와르다가 크세르크세스의 애정을 독차지하자 이에 앙심을 품고 스와르다의 주변을 모색, 리할과의 연관점을 찾아내어 스와르다가 처형당하는 것에 일조한다. 아들 다리우스(다라야바슈, 다리오)를 황위에 올리고 싶어했으나 막상 크세르크세스가 사망한 뒤 다리우스는 이복형 아르타크세르크세스(아닥사스다)의 손에 살해당하였으며, 이후 아르타크세르크세스가 아르타크세르크세스 1세로 황위에 올랐다.

- 이반 황자
크세르크세스의 이복 남동생으로 인도인 어머니에게서 태어났다. 스와르다에게 연정을 품고 그의 여동생인 아스파샤에게 구혼하기도 하나 그의 구혼이 자신보다는 스와르다에 대한 마음에서 비롯된 것임을 깨달은 아스파샤에 의해 거절당한다. 스와르다가 처형된 뒤 황자의 신분을 버리고 출가하여 어머니의 나라인 인도로 돌아가 고승이 되었다. 이후 산신(山神) 쿠울레를 찾아 인도로 흘러들어온 샤르휘나와 우연히 인연을 맺고 그녀를 돕게 된다.

### 셋째 아스파샤와 관련인물
- 아스파샤
네 왕녀 중 삼녀로 본명은 아스파샤 페렐 옴머셋. 치유능력을 지니고 있으며 부드럽고 온후하지만 심지가 굳은 외유내강형 성격으로 네 자매의 어머니인 기르샤 옴머셋과 가장 비슷하다는 평을 듣는다. 자매들 중 샤르휘나와 가장 친밀한 관계를 가졌다. 불의의 사고로 기억을 잃고 페르시아의 노예 시장에서 노예로 팔리고 있던 페리클레스를 발견했을 때 그의 금발을 보고 샤르휘나와 착각한 인연으로 결국 그를 산 뒤 '바헬'이라는 이름을 지어주고 페르시아의 왕궁에서 보살핀다. 페리클레스가 자신의 운명의 상대이며 위대한 정치가가 될 운명을 타고났음을 직감한 아스파샤는 언니 마누아의 허락 하에 왕녀의 신분을 버리고 그와 결혼한다. 밀레투스 출신으로 페리클레스의 연인이자 실존 인물인 아스파시아가 그 모델.

- 페리클레스
아스파샤의 운명의 상대. 고대 그리스 아테네의 정치가이자 군인으로 실존 인물이다. 《아르미안의 네딸들》에서는 명문 귀족 혈통이나 해적을 만나 부상을 입은 사고로 기억을 잃고 노예 신분으로 왕녀인 아스파샤와 처음 만나는 것으로 묘사된다. 후일 아스파샤와 혼인하고 그리스로 가던 도중 밀레투스에서 도적들에 의해 한번 목숨을 잃게 되나 그가 아스파샤의 운명의 상대이며 아직 죽을 운명이 아님을 인지한 샤르휘나가 에일레스를 설득해 사신(死神) 마흐툰과 사투를 벌인 끝에 그의 영혼을 구해 되살린다. 다시 살아나는 과정에서 과거의 기억은 되찾았으나 아스파샤와의 추억은 모두 잊은 페리클레스는 아테네로 귀국하여 옛 약혼녀와 혼인한다. 노년에 이르러서야 '아스파시아'로서의 아스파샤와 재회한 그는 아스파샤와 다시 사랑에 빠지고, 아스파샤가 아이를 낳은 뒤 그녀가 자신과 사랑했었던 옛 소녀임을 깨닫게 된다.

- 아크시오쿠스
밀레투스 사람으로 산적 두목. 그리스로 향하던 아스파샤 일행을 습격하여 페리클레스의 죽음에 일조했으나 이후 아스파샤의 특별한 능력에 의해 목숨을 건지고 그녀의 온화함에 감화되면서 개과천선한다. 본성은 순박하고 충성심 강한 성격으로 아스파샤를 물심양면으로 돕는다.

- 플레니스
샤르휘나와 글라우커스의 생부. 불새의 대자(代子)이다. 장님이자 금발의 음유시인으로 산신 쿠울레의 아들이다.

### 넷째 샤르휘나와 관련인물
- 샤르휘나
네 왕녀 중 막내. '운명의 소녀', '아마조나(여전사)' 와 같은 호칭으로도 불린다. 언니 마누아의 뒤를 이어 아르미안의 마지막 레 마누가 된다. 수호성은 혜성. 초대 여왕 마하시바야 이후 처음이자 마지막 금발의 여왕으로 보라색 눈동자와 황금빛 머리칼을 가졌다. 어린 시절에는 어머니 기르샤의 명령으로 염색하여 머리색을 숨겼으나 기르샤의 사망 후 금발임이 드러남과 동시에 십여 세의 어린 나이에도 불구하고 황금빛 갈기의 신마(神馬) 류우칼시바를 길들이면서 위협을 느낀 마누아에 의해 아르미안에서 추방당한다.

- 에일레스
샤르휘나의 운명의 상대. 본래는 신들이 무한한 삶을 살기 위해 '유한한 생명'이라는 자신들의 불완전함을 모아 둔 고렘에 불과했으나 혜성의 기운을 받고 하나의 독립체로 탄생하여 전쟁과 파멸의 신이 된다.

- 미카엘
본명은 미카엘 파레스 리온. 바다의 여신 라아나가 가장 총애하는 아들로 페가수스의 정기를 받아 태어났으며 명마이자 신마 류우칼시바에 깃든 정령이다. 샤르휘나에게 길들여진 이후 그녀를 사랑하여 그녀의 모험에 동행하며 전 세계를 떠돌게 된다.

- 글라우커스
샤르휘나가 델피의 아폴론 신전으로부터 '운명의 열쇠를 주는 자'라는 예언을 받은 뒤 찾아낸 인물. '사람이되 사람이 아니며, 하나이되 복수인 자'로도 불린다. 자수정의 수호자이자 예지자, 선지자(先知者)이다. 예지자이자 신과 인간의 혼혈인 아버지와 수정의 정령인 어머니 사이에서 태어났다. 태어나자마자 어머니인 수정의 정령이 불새의 여왕 마하시바야로부터 받은 신성한 자수정에 그의 영혼을, 자수정의 면 하나하나에 그의 수명을 담으면서 그 자수정이 무사한 한 불사의 몸이자 다중 생명체로 살아갈 수 있는 운명을 갖게 되었다. 어머니와 마하시바야 사이의 약속으로 생명의 근원인 자수정이 마하시바야의 혈통인 샤르휘나의 손에 들어가게 되면서 샤르휘나에게 종속되고, 아버지와 그 자신 사이의 약속으로 샤르휘나가 운명의 의미를 찾게 될 때까지 그녀의 길 안내를 맡는 운명 또한 갖게 된다. 샤르휘나의 이복 오빠.

- 칼리엘라
불의 고양이. 불의 여신 팔라가 낳은 정령이다. 초기에는 어린 아이의 외모에 고양이의 하반신을 가진 반인 반수(半人半獸)의 모습을 지니고 있었으나 미카엘에 대한 연모의 감정으로 자기 자신을 성장시켜 점차 성인 여성의 모습으로 변모한다. 불의 여신 후보이다.

- 야수말다
타리스의 일족. 앙고르 성지가 소멸되고 타리스의 성지가 재건되는 도중 사라져 세계를 떠돌다 샤르휘나 일행에 합류한다. 앙고르 성지가 붕괴되는 과정에서 성지의 핵인 황수정으로부터 '불새의 그림자'를 흡수, 샤르휘나 일행을 불새가 있는 곳으로 인도하는 역할을 맡는다.

- 마흐툰
죽음의 신. 샤르휘나와 에일레스가 페리클레스의 영혼을 구하는 과정에서 사라만다의 심장인 피의 다이아몬드의 효과로 '피의 얼음' 속에 육체가 봉쇄당하는 굴욕을 겪은 뒤 샤르휘나와 에일레스에 대한 깊은 원한을 품게 된다. 산신 쿠울레를 만나기 위해 인도의 로말레스 산으로 향하는 샤르휘나를 자신의 영지인 앙고르 성지로 유인해 복수하고자 하나 실패한다.

### 기타 등장인물
- 포이보스
예지의 신.

- 라아나
바다의 여신. 샤르휘나에게 인간이든 신이든 벨 수 있는 신성한 검인 물의 검을 준다.

- 기르샤 옴머셋
37대 레 마누. 네 왕녀의 어머니이다. 역대 레 마누 중 가장 온화한 성격으로 알려져 있으며 그 온후함으로 국민들로부터 가장 사랑받는 여왕이었으나 반대로 왕권 약화에 일조하기도 하였다. 마누아, 스와르다, 아스파샤의 생부인 하갈 모스타크와 사랑에 빠져 율법을 어기고 11년간 그와 사실혼 관계를 유지했으나 케네스의 아버지 구사야에 의해 진실이 드러나자 세 딸의 왕위계승권을 담보로 한 장로회의 강요로 새로운 신성한 상대를 맞아들여 샤르휘나를 낳는다. 기르샤의 이러한 정치적 유약함과 장로회의 왕권 침해 및 권력 남용은 마누아가 강력한 왕권 구축과 장로회 폐지를 결심하는 결정적인 계기가 되었다.

- 하갈 모스타크
마누아, 스와르다, 아스파샤의 생부(生父). 유대계의 청년으로 기르샤와 사랑에 빠져 레 마누의 신성한 상대는 한 명이 계속 지목되어서는 안 된다는 율법을 어기고 기르샤와의 공모 하에 여러 모습으로 변장, 지목되어 세 왕녀를 낳는 데 일조하였다. 구사야에 의해 진실이 밝혀진 뒤 아르미안에서 추방되나 신분을 숨기고 아르미안을 여행하는 여행객들의 길을 인도하는 안내역을 맡아 생계를 유지한다. 기르샤가 사망한 뒤 레 마누들의 선산이자 기르샤가 묻힌 '레다의 고향' 앞에서 시신으로 발견된다.

- 구사야
아르미안 장로회의 장이자 마누아의 대부 겸 사부. 케네스의 아버지이다.

- 벨다레트 장로
리트파의 장로로 마누아의 오른팔이자 심복. 마누아의 즉위 직후 신진세력으로 등장해 특유의 뛰어난 지성과 정치적 감각으로 마누아의 눈에 들게 된다.

- 이삭 대장로
샤르휘나의 대부이자 대장로회의 일원. 학식이 깊고 온후한 성품으로 리반 게뤼압의 아버지이다.

## 같이 보기
- 신일숙